# グレゴリウス5世 (ローマ教皇)

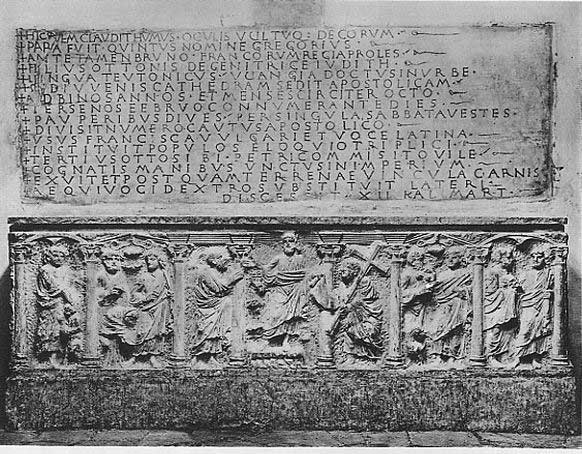
グレゴリウス5世の墓碑

グレゴリウス5世（Gregorius V, 972年? - 999年2月18日）は、ローマ教皇（在位：996年5月3日 - 999年2月18日）。ドイツ人初のローマ教皇と言われる。本名はブルーノ1世（Bruno I）。

## 概要
オットー大帝の外曾孫。父はケルンテン公オットー1世。兄はシュパイアー伯ハインリヒ2世、弟はケルンテン公コンラート1世、シュトラスブルク大司教ヴィルヘルム。甥はザーリアー朝初代の神聖ローマ皇帝コンラート2世（ハインリヒ2世の子）、ケルンテン公コンラート2世とヴュルツブルク大司教ブルーノ2世兄弟（ともにコンラート1世の子）ら。
ヨハネス15世の後を継いで教皇に就任したグレゴリウス5世は24歳であった。ローマに進軍していたオットー3世の従軍司祭であった彼はオットー3世によって推薦され教皇となる。
グレゴリウス5世はドイツ人初のローマ教皇だと言われる。ボニファティウス2世（530年 - 532年）がドイツ人初の教皇とされることがあるが、ボニファティウス2世は東ゴート族であって、ゲルマン人であるがドイツ人ではない。
政治上、グレゴリウス5世は首尾一貫してローマにおける皇帝の代理人として行動し、神聖ローマ帝国領内の修道院に格別な特権を多く付与した。また就任当初にはオットー3世の戴冠（996年5月21日）を行いもした。また戴冠式の数日後には教会会議を開いた。この教会会議にて、ユーグ・カペーによって失権していたアルヌルフをランス司教座へ復帰させることが決められ、ジェルベール（のちのシルウェステル2世）はランス司教座の簒奪者として非難されている。またフランス王ロベール2世とブロワ伯ティボー2世の未亡人ベルトとの結婚については、ベルトがロベール2世の又従姉にあたるため、ロベール2世を破門とした。このためロベール2世は自国内の司教叙任権の主張を引き下げざるをえなくなった。
当時のローマはクレッシェンティウス2世をはじめとしたローマ貴族の力が強く、まだ16歳と若年であったオットー3世の意思に反旗を翻し、対立教皇ヨハネス16世（997年 - 998年）を選出させるほどであった。しかしオットー3世はクレッシェンティウス2世らの鎮圧に成功しローマに凱旋、対立教皇ヨハネス16世は逃亡し、クレッシェンティウス2世はサンタンジェロ城に立て篭もった。対立教皇ヨハネス16世は皇帝軍により追捕され、鼻と耳を削がれ、舌も切り取られ、眼を潰され、オットー3世とグレゴリウス5世の面前にて職位失効が宣言され、そして神聖ローマ帝国領内のフルダ修道院に送られることとなり、1013年までその修道院で人生を送ることとなった。サンタンジェロ城はオットー3世の兵に取り囲まれ、998年にクレッシェンティウス2世は捕らえられて城壁に吊るされた。
999年2月18日にグレゴリウス5世は謎の急死を遂げた。その突然の死を受けて、オットー3世は親交深くかつての家庭教師でもあったシルウェステル2世を後継として選出した。